# Longjiang Xiang (socken i Kina)
Longjiang Xiang (kinesiska: 龙江, 龙江乡) är en socken i Kina. Den ligger i provinsen Yunnan, i den sydvästra delen av landet, omkring 400 kilometer väster om provinshuvudstaden Kunming. Antalet invånare är 28 116. Befolkningen består av 13 393 kvinnor och 14 723 män. Barn under 15 år utgör 22,0 %, vuxna 15-64 år 67 %, och äldre över 65 år 9,0 %.
Genomsnittlig årsnederbörd är 1 368 millimeter. Den regnigaste månaden är juli, med i genomsnitt 357 mm nederbörd, och den torraste är januari, med 8 mm nederbörd.